# داني دورن
داني دورن (بالإنجليزية: Danny Dorn)‏ هو لاعب كرة قاعدة أمريكي، ولد في 20 يوليو 1984 في سان ديماس في الولايات المتحدة.

## وصلات خارجية
- داني دورن على موقع دوري كرة القاعدة الرئيسي (الإنجليزية)
- داني دورن على موقع دوري كوريا الجنوبية لكرة القاعدة (الإنجليزية)
- داني دورن على موقعبيزبول رفرنس.كوم (الدوري الرئيسي) (الإنجليزية)
- داني دورن على موقعبيزبول رفرنس.كوم (الدوري الثانوي) (الإنجليزية)
- داني دورن على موقع إي إس بي إن.كوم (أم.أل.بي) (الإنجليزية)
- داني دورن على موقع مشجعي الرسوم البيانية (الإنجليزية)